# Аркаим (авиакомпания)
Аркаи́м — региональная авиакомпания, национальный перевозчик Республики Башкортостан.
Другой вариант написания названия — AIRкаим.
Была создана в 2009 году, базировалась в аэропорту Уфы, по состоянию на декабрь 2010 располагала 1 самолётом Bombardier Challenger 300, 2 самолётами Ан-24, 2 самолётами L-410 и одним вертолётом BK-117. Планировала приобрести семь самолётов Boeing или Airbus. Учредителем и генеральныы директором авиакомпании был — Николай Одегов, ранее руководивший компанией Башкирские авиалинии и уфимским аэропортом.
Компания выполняла регулярные рейсы

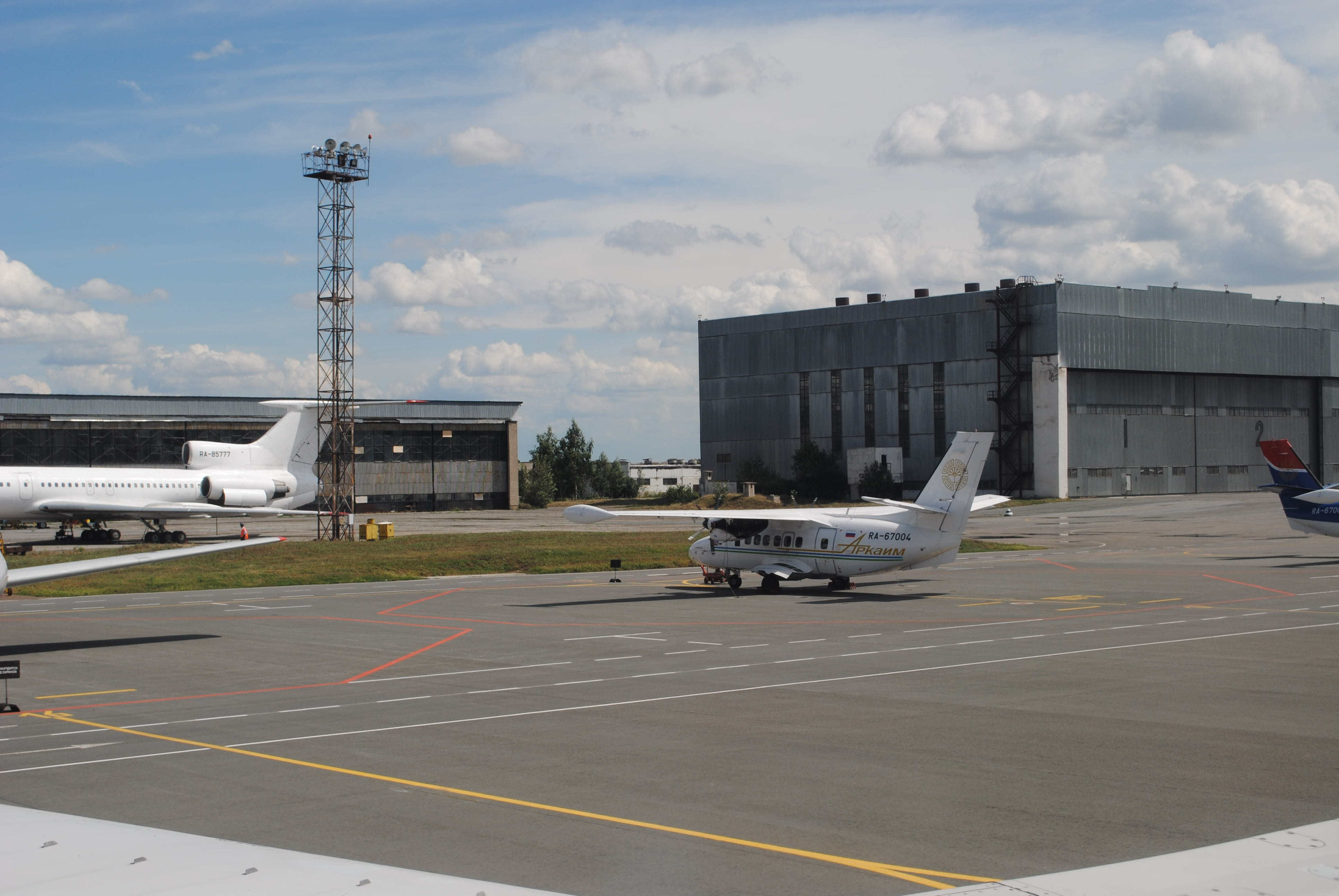
L-410

из Уфы в Екатеринбург, Нижний Новгород, Казань на самолётах L-410. 16 декабря 2010 был выполнен первый рейс в Ханты-Мансийск.
Также до мая 2011 года выполнялись регулярные рейсы из Уфы в Сибай (с июня 2010 года) и Нефтекамск (с октября 2010 года), официальная причина отмены рейсов — отсутствие пассажиропотока.

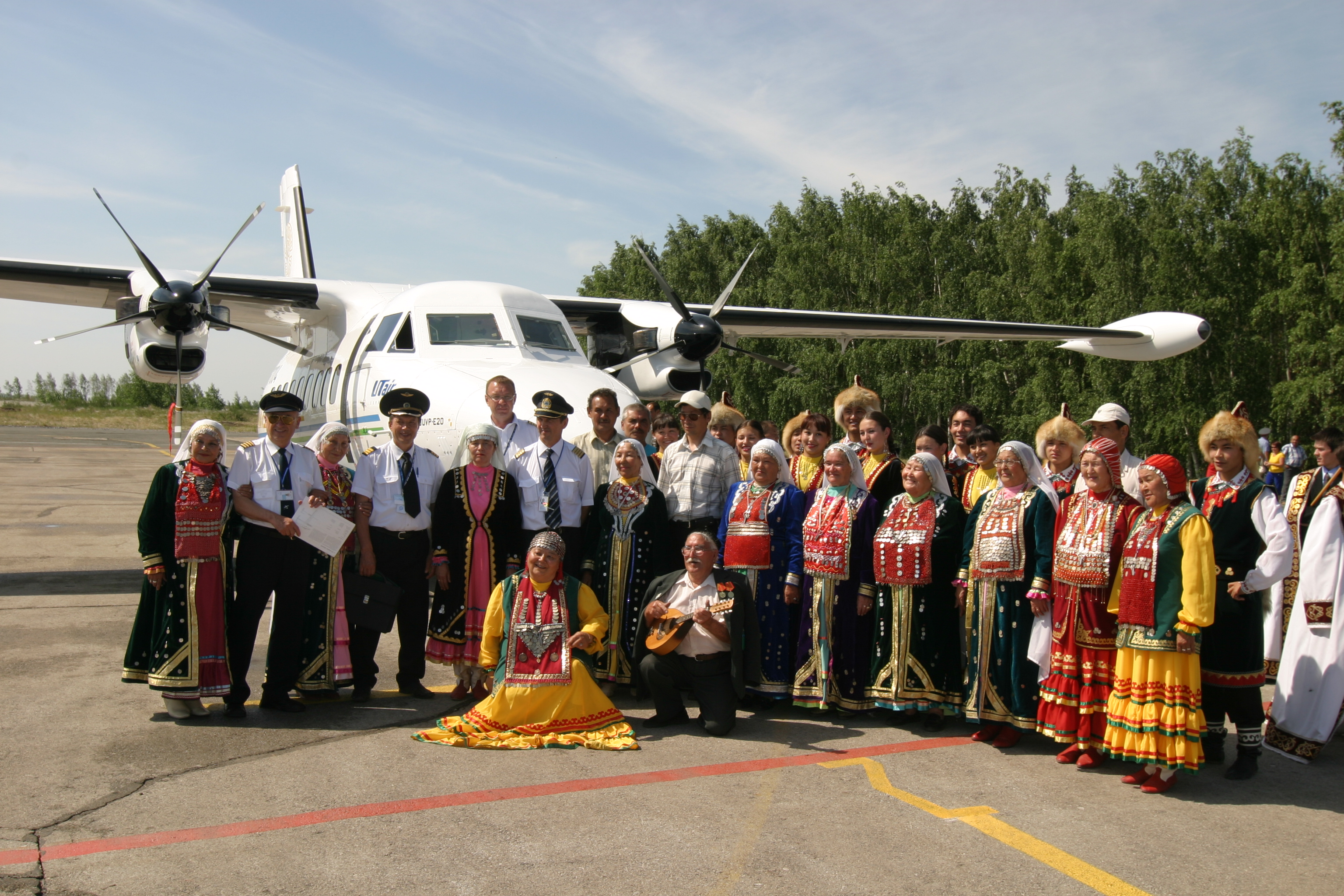
Торжественный ввод в эксплуатацию нового L-410 и начало региональных рейсов в Сибай, Нижний Новгород и Екатеринбург, 10 июня 2010 года.

Сертификант эксплуатанта был получен в декабре 2010 года. Но основная часть рейсов по прежнему выполняется дочерней структурой компании Utair — ЮТэйр-Экспресс (г. Сыктывкар), которая состоит в альянсе с «Аркаимом».